# 特瓦诺风

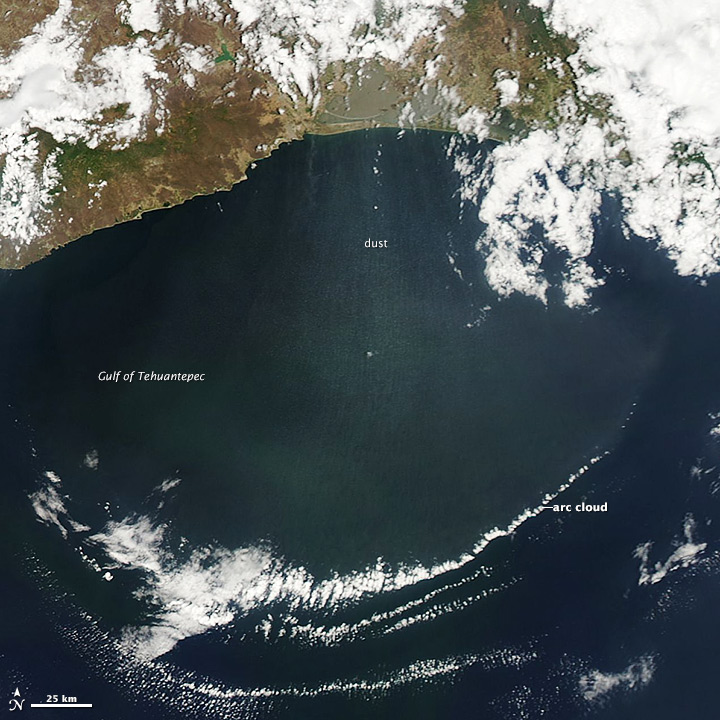
特瓦诺风的卫星视图，发生在地峡和特万特佩克湾的事件。 2014年4月13日。

特瓦诺风是特万特佩克风（Tehuantepecano）的简称，是一个强烈的峡谷风的名称，季节性地鞭打墨西哥西南部的特万特佩克地峡和海灣。

## 名称
特瓦诺风的名字来源于瓦哈卡州的城市特万特佩克。特万特佩克这个词来自于納瓦特爾語 Tecuani “美洲豹”和 Tepetl“山”，意思是：“美洲豹的山”，暗指城市中吹来的大风就像是咆哮的美洲豹。美国气象学会的威利斯·埃德温·赫德（Willis Edwin Hurd）在1929年的一篇文章中将它们命名为特瓦诺。
在日常用语中，特瓦诺风也被称做“北风”（Nortes），尽管这非常容易发生混淆，因为“北风”是墨西哥湾风的术语，它不仅产生风，而且还产生重要的降雨。在恰帕斯州，阿里亚加因特瓦诺风而被普遍称为“风之城”，因为它是该州风速最高的地方。

## 影响

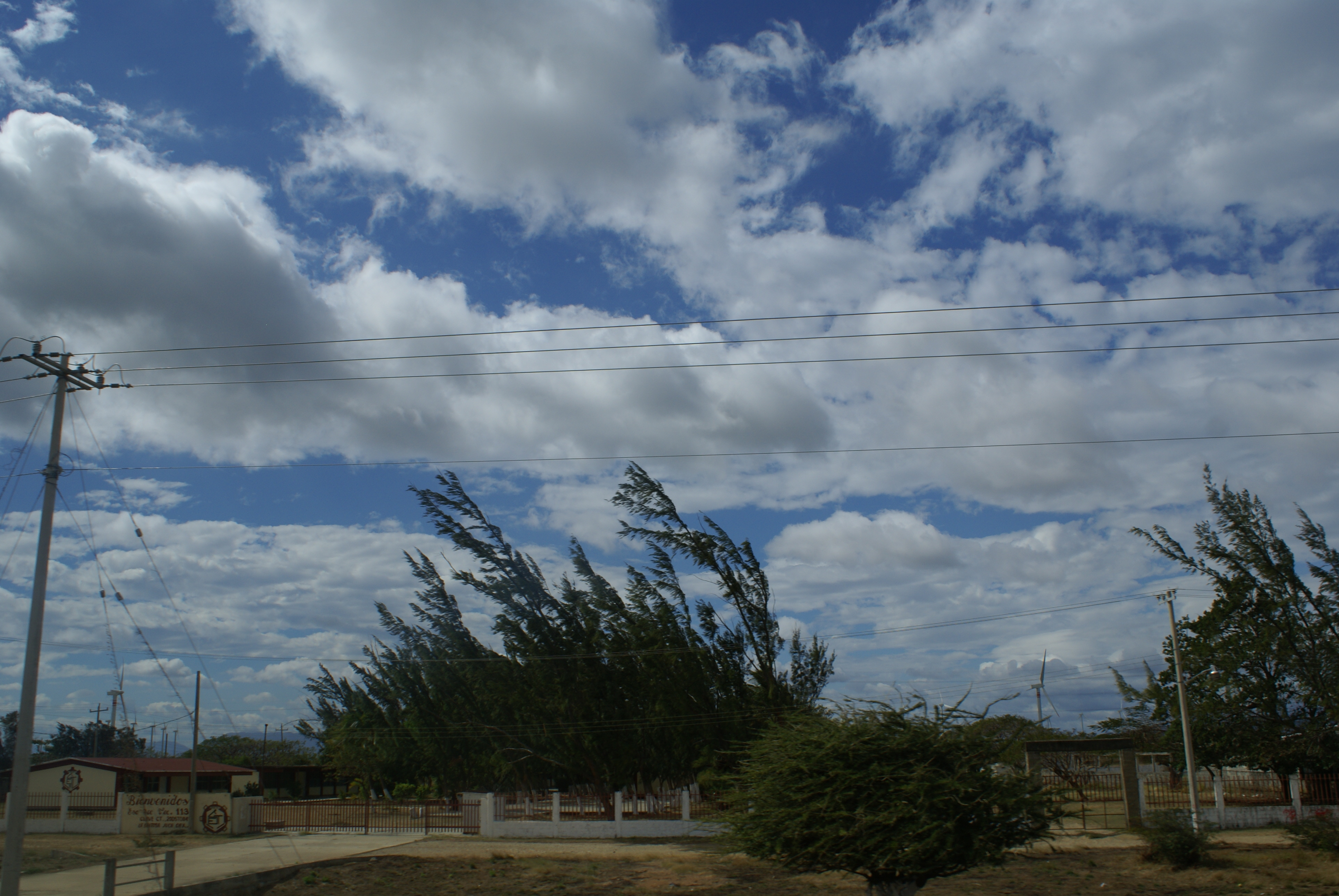
特瓦诺风对树木的明显影响，注意他们达到的倾斜程度。

在东太平洋近海100英里处可以感觉到特瓦诺风。据记录，海上持续风速高达49.9m/s，阵风高达60.2m/s，1974年2月的一次强风事件事件使观测船充满了沙子。风会引起海浪，然后随着膨胀传播，有时在1,600公里外（例如在加拉帕戈斯群岛）可以观察到。尽管天空通常是晴朗的，但它的影响可能看起来类似于热带气旋的影响。地面风也可以在强风事件中改变当地的洋流。这些强风导致地下水上升，并使东太平洋的地表水在4到7天的时间里降温多达9°C。
特瓦诺风可以归类为焚风，因为驱动冷锋的冷气团将降水排放到东马德雷山脉的迎风面（主要在韦拉克鲁斯州和塔巴斯科州的上空），而下风面（特万特配克地峡的平原）— 接收到强烈的干风，降低了相对湿度，并在接近太平洋海岸时留下晴朗的天空。在10月、11月和12月期间，特瓦诺风有助于使植被变干，已经在旱季中期，阵风使火势蔓延得更快，难以扑灭。在1月至4月期间，特瓦诺风会在大气中悬浮大量尘埃，这种现象可以从太空中观察到。随着种植季节的开始，由于轮耕的不良做法，促进了农田燃烧，4月底和5月初的风将灰烬带入所谓的“烟灰缸”。
特瓦诺风可以非常强，达到蒲氏風級的飓风强度。阵风通常会破坏基础设施，导致屋顶脱落，甚至破坏周边隔墙。大多数影响发生在 Juchitán。墨西哥185号公路：夸察夸尔科斯至萨利纳克鲁斯被认为是墨西哥十大最危险的高速公路之一——不是因为抢劫——而是因为阵风可能导致事故。这种危险延伸到190号公路：La Ventosa 至 Tapanatepec 。在特瓦诺风活跃期间，国家公路警卫队会限制半挂式卡车的通行，因为即使装载30吨重的卡车也容易翻车。风更猛烈的路段是：La Ventosa - La Venta和 La Ventosa - Juchitán。现在，如果条件允许，道路交通关闭将延伸到恰帕斯州的阿里亚加、托纳拉、皮希希亚潘和马帕斯特佩克。 200-D号公路：Arriaga - Ocozocoautla，在其 Arriaga 方向变得非常危险，因为道路的坡度增加，风的力量在下降时进一步加速了汽车车速。风的强度足以将海上的船只的油漆侵蚀。萨利纳克鲁斯和瓦图尔科的港口的船长负责因风引起的大浪而暂停小型船只的航行。
对于该地区的渔民来说，特瓦诺风可能非常危险，因为它们会产生巨浪，如果他们的船遭受任何引擎损坏，他们就可能会被推到海中。每年，来自瓦哈卡和恰帕斯的船只都会在特万特佩克湾遭遇海难，要么是由于机械故障，要么是因为强风本身让他们措手不及。由于技术的出现，海上作业人员可以提前获得天气预报以采取适当的预防措施，最常见的预防措施是不要进入大海。

## 开发
继巴塔哥尼亚之后，特万特佩克地峡拥有世界第二大风能潜力。据一些专家称，每年有超过4,000小时的有用风能产生超过30,000兆瓦的能量。
- 瓦哈卡州：由于特万特佩克地峡的风能潜力，已经安装了22个风力发电厂，拥有1,539台风力涡轮机，标称发电容量为2,317.42兆瓦。分布于以下城市：
  - 胡奇旦（西班牙语：Municipio de Juchitán de Zaragoza）：La Venta 、La Venta II、墨西哥风电场 I (Ventosa I)、Eurus、Oaxaca III、Fuerza Eólica del Istmo（II 期）、BII STINÚ、BII XIOXO。
  - Juchitán - Asunción Ixtaltepec : La Mata - La Ventosa。
  - Juchitan -Santo Domingo Ingenio（西班牙语：Municipio de Santo Domingo Ingenio）：瓦哈卡 IV。
  - Asunción Ixtaltepec ：东南 I（第二阶段）。
  - El Espinal ：BII NEE STIPA、地峡风力、BII NEE STIPA II（第二阶段）。
  - Santo Domingo Ingenio（西班牙语：Municipio de Santo Domingo Ingenio）: Oaxaca I, Oaxaca II, BII NEE STIPA (PHASE I), La Venta III, Zopilapan, Ingenio (Eurus Park 扩建)。
  - Unión Hidalgo ：Piedra Larga（第一阶段），Piedra Larga（第二阶段）。
- 恰帕斯州：1 个风电场。
  - 阿里亚加，16台风力涡轮机。标称发电容量 28,800 kW。

## 流行文化
在恰帕斯州，阿里亚加的土著居民被称为“吃土”，这并不是一个侮辱或贬义称呼，而是用一种嘲讽的方式指出在这样一个多风的地方生活的沧桑。